# 黄皓 (宦官)
黃皓（？—？），三國時期人物，蜀漢後主劉禪時的宦官。

## 生平
劉禪寵愛宦官黃皓，董允在世時，每每上諫劉禪，下責黃皓，黃皓之位都不過黃門丞。
延熙九年（公元246年），董允去世後，在接替為侍中的寵臣陳祗推薦下，黃皓與陳祗互相表裡總攬朝政。陳祗得寵後，劉禪對董允怨念越來越深，說自己受董允輕視。三國志作者認為這是陳祗獻媚和黃皓常以言語挑撥所造成。
景耀元年（公元258年），陳祗去世，黃皓開始專攬朝政。黃皓從黃門令升為中常侍、奉車都尉。
黃皓把持朝政後羅憲因不肯依附黃皓而被貶為巴東郡太守，閻宇雖有依附黃皓，但因看重羅憲之才而任命其為領軍，作為自己的副手。尚書令樊建則不與黃皓有所往來。當了黃皓三十年鄰居的郤正不為黃皓所喜愛，也沒被黃皓憎惡，官俸不過六百石，所以也沒遭受禍患。
甘陵王劉永向來憎惡宦官黃皓，黃皓得寵當權後，在劉禪面前說劉永壞話，使劉永十多年都不能朝見劉禪。
景耀五年（公元262年），姜維啟奏劉禪，希望劉禪殺了黃皓。劉禪卻認為黃皓不過是小臣子，沒有什麼大不了，要姜維別在意。姜維見黃皓黨羽眾多，恐自己失言，只得辭謝而出。後來劉禪找來黃皓，讓黃皓跟姜維道歉。為自保，姜維只得藉口屯田，退往沓中，遠離成都以避禍。黃皓在朝內當政，與時任右大將軍閻宇關係交好，暗地裡想廢掉姜維而樹立閻宇，於是姜維不敢回成都。
景耀六年（公元263年），姜維上表後主：「聽聞鍾會治兵關中，欲規畫進一步拓取土地之意，宜一併派遺張翼、廖化督率各軍，分別護陽安關口、陰平橋頭，以防患於未然」。黃皓徵求鬼巫信息，告訴劉禪魏軍不會來，而劉禪也信了鬼巫。滿朝文武竟沒有一人知曉。鄧艾攻入蜀地，諸葛瞻兵敗戰死，諸葛尚嘆氣說：「我們父子受國家重恩，卻沒早日斬殺黃皓，造成國家受辱人民遭殃，活著有何意義！」於是驅馬衝入魏軍中戰死。
蜀漢滅亡後，鄧艾聽說黃皓是個奸險的小人，打算殺了他，但黃皓賄賂鄧艾的親信而逃過一死，其后黄皓下落不明。

## 評價
- 姜維：“皓奸巧專恣，將敗國家。”（《資治通鑑·卷七十八》）
- 劉禪：“皓趨走小臣耳。”（《資治通鑑·卷七十八》）
- 诸葛瞻：“吾内不除黄皓，外不制姜维，进不守江油。吾有三罪，何面而反？”（《元和郡县志》）
- 诸葛尚：“父子荷国重恩，不早斩黄皓，以致倾败，用生何为！”（《华阳国志》）
- 陳壽：“祗死後，皓從黃門令為中常侍、奉車都尉，操弄威柄，終至覆國。”（《三國志·董允傳》）
- 李密：“安樂公得諸葛亮而抗魏，任黃皓而喪國。”（《晉書·李密傳》）
- 張岱：“蜀漢宦官黃皓便辟佞慧，後主愛之。”（《夜航船·人物部》）
- 鍾惺：“西蜀基业，百计而得之，百战而守之，卒为黄皓所蛊，使与汉火俱烬。”（《汇评三国志演义》）

## 艺术形象

### 《三國演義》
《三國演義》中，黃皓在後主面前排擠姜維。他多次排擠姜維，並推薦巴結自己的閻宇为大將軍。
蜀漢滅亡後黃皓被帶回洛陽，司馬昭說他會導致國家滅亡，便將黃皓凌遲處死。

### 影視
- 中國中央電視台電視劇《三國演義》（1994年）：曾革
- 中國電視劇《大軍師司馬懿之軍師聯盟》（2017年）：萧兵

### 動漫作品
- 《火鳳燎原》（陳某）:於周瑜亡命篇登場，是司馬家刺客組織「殘兵」的新一代成員，與前代「殘兵」成員小孟為同門宦官，在小孟離開後才進門，同小孟一樣擅於弓箭，和組織成員燎原廣 、郭淮、王雙視為家人，在刺殺周瑜失敗後為了避過曹家追究在郭淮和王雙的安排下和燎原廣被帶去南方，現時出現於劉備陣營，隨於張飛手下跨江攔截劉禪。